# Amblyseius sorakensis
Amblyseius sorakensis är en spindeldjursart som beskrevs av Ryu 1995. Amblyseius sorakensis ingår i släktet Amblyseius och familjen Phytoseiidae. Inga underarter finns listade i Catalogue of Life.